# Avidemux
Avidemux är ett videoredigeringsprogram konstruerat för flera användningsområden inom  videoredigering och videobearbetning. Det är fri programvara under licensen GPL-2.0-or-later. Det är skrivet i C++, och använder antingen GTK+ eller Qt grafiskt applikationsramverk eller kommandotolk, och är ett plattformsoberoende, universellt videobehandlingsprogram.